# Зунгар (Иркутская область)
Зунгар (бур. Зүүн Гар) — деревня в Нукутском районе Усть-Ордынского Бурятского округа Иркутской области. Входит в муниципальное образование «Новоленино».

## География
Населённый пункт расположен в 63 км от районного центра, на высоте 433 м над уровнем моря, на берегу реки Одиса. Ранее сообщение с деревней было затруднено из-за отсутствия капитального моста, с помощью которого происходит сообщение с остальным миром. Ежегодно в период весеннего половодья мост, с помощью которого проходило сообщение с населённым пунктом, разрушался, требовалось строительство нового. 29 ноября 2013 года был открыт капитальный мост, позволяющий проехать в деревню в любое время года.

## Внутреннее деление
Состоит из 4 улиц:
- Лесная
- Трактовая
- Центральная
- Школьная

## Происхождение названия
Название Зунгар может переводиться с бурятского как «по левую руку». Возможно, населённый пункт получил данное название из-за своего географического положения.
Согласно версии Матвея Мельхеева название Зунгар или Зунгар-Быкот происходит от этнонима зунгарэ бухэд. Представители этого рода являются потомками ойратов — западно-монгольских племен, предводителями которых были князья группы Зунгар (Дзунгар, Джунгария). Название рода также переводится как «по левую руку». Существовал также род Барунгар, название которого переводится как «по правую руку». Бухэд означает «сильные», «крепкие».
Иркутский исследователь Дамба Жаргалов считает, что топоним Зунгар происходит от бурятского зуунагар — «большая и с длинными челюстями» — о пасти, зуунги(р) — «зажавший» (зубами), «закусивший» (губы). По его словам, это название может объясняться физико-географическими характеристиками окрестностей населённого пункта.

## Инфраструктура
В деревне функционируют девятилетняя школа, детский сад, библиотека, клуб, фельдшерский пункт, два крестьянско-фермерских хозяйства. Ранее здесь также была церковь. В настоящий момент на её месте располагается обелиск в память об участниках Великой Отечественной войны.

## Население
| 2002 | 2010 | 2011 | 2012 |
| ---- | ---- | ---- | ---- |
| 255  | ↘175 | →175 | ↘171 |